# Завтра – це назавжди
«Завтра — це назавжди» (ісп. Mañana es para siempre) — мексиканський телесеріал 2008-2009 рр. у жанрі драми, мелодрами, який створила компанія Televisa. В головних ролях — Лусеро, Фернандо Колунга, Серхіо Сендель, Сільвія Наварро, Рохеліо Герра. Перша серія вийшла в ефір 20 жовтня 2008 року. Серіал має 1 сезон. Завершився 171-м епізодом, який вийшов у ефір 14 червня 2009 року. Продюсер серіалу — Нікандро Діас. Серіал є адаптацією колумбійського серіалу «Pura sangre», 2007 року.

## Сюжет
Гонсало живе повним, щасливим життям зі своєю дружиною Монсеррат та їхніми п'ятьма дітьми, не підозрюючи про небезпеку, яка наближається до них. Артеміо Браво ненавидить Гонсало всією душею і його єдина мета в житті — це повільно та болісно зруйнувати сім'ю Елісальді.

## Актори та ролі
| Актор                  | Роль                                                     |
| ---------------------- | -------------------------------------------------------- |
| Лусеро                 | Барбара Греко де Елізальде, Гієна / Ребека Санчес Фрутос |
| Сільвія Наварро        | Фернанда Елізальде Рівера                                |
| Фернандо Колунга       | Едуардо Хуарес Крус / Франко Санторо                     |
| Серхіо Сендель         | Даміан Гальярдо Роа                                      |
| Рохеліо Герра          | Гонсало Елізальде Лінарес / Артеміо Браво                |
| Гільєрмо Капетільйо    | Анібал Елізальде Рівера / Херонімо Елізальде             |
| Домініка Палета        | Ліліана Елізальде Рівера                                 |
| Маріо Айвен Мартінес   | Стів Нортон                                              |
| Роберто Паласуелос     | Каміло Елізальде Рівера                                  |
| Арлет Теран            | Прісцила Альвеар де Елізальде                            |
| Марісоль дель Ольмо    | Еріка Асторга                                            |
| Карлос Де ла Мота      | Сантьяго Елізальде Рівера                                |
| Алехандро Руїс         | Хасінто Кордеро                                          |
| Дачія Аркарас          | Маргарита Кампільо де Кордеро                            |
| Алейда Нуньєс          | Гарденія Кампільо                                        |
| Хайме Гарса            | Сільвестр Тіноко                                         |
| Луїс Баярдо            | Сіро Палафокс                                            |
| Фабіан Роблес          | Владімір Пінейро                                         |
| Таня Васкес            | Венус Гарсія / Лавлі Нортон                              |
| Маріана Ріос           | Мартіна Тіноко                                           |
| Клаудія Ортега         | Флор Кампільо                                            |
| Аріадне Діас           | Аврора Артеміса Санчес                                   |
| Марія Рохо             | Соледад Крус                                             |
| Еухеніо Кобо           | Елізондо                                                 |
| Едіт Маркес            | Джульєта Сотомайор                                       |
| Карлос Камара молодший | Яків Роа                                                 |
| Рафаель Новоа          | Мігель Ласкурен                                          |
| Луїс Гімено            | Отець Боско                                              |
| Енріке Лісальде        | Суддя                                                    |
| Грасіела Палафокс Кано | Долорес «Доллі» Асторга                                  |
| Умберто Елізондо       | Агустін Асторга                                          |
| Маріанна Сеоане        | Челсі Ромеро                                             |
| Дженнет Руїс           | Адольфіна Герреро                                        |
| Йоланда Сіані          | Урсула Роа де Галлардо                                   |
| Еріка Буенфіль         | Монсеррат Рівера де Елізальде                            |
| Марія Прадо            | Домінга Охеда                                            |
| Хайме Лосано           | Хайро Рока                                               |
| Хільда Агірре          | Грасіела Палафокс                                        |
| Рафаель дель Вільяр    | Саймон Палафокс                                          |
| Арчі Лафранко          | Роландо Альвеар                                          |
| Елізабет Агілар        | Мадам                                                    |
| Хуан Антоніо Едвардс   | Грахалес                                                 |
| Педро Вебер "Чатануга" | Тобіас                                                   |
| Адальберто Парра       | Рене Мансанарес                                          |
| Руді Казанова          | Карпіо                                                   |
| Хуан Карлос Касасола   | Граціано                                                 |
| Хосефіна Ечанове       | Розенда                                                  |
| Давид Ренкорет         | Лозоя                                                    |
| Ана Лаєвська           | Естела Лінарес Елізальда                                 |
| Ігнасіо Лопес Тарсо    | Ісаак Ньютон Баррера                                     |
| Сесілія Габріела       | Альтаграсія Лінарес де Елізальде                         |
| Гільєрмо Гарсія Канту  | Даніель «Денні» Елізальде                                |
| Аданелі Нуньєс         | Ана Грегорія Браво                                       |
| Густаво Рохо           | Єпископ                                                  |
| Марія Морена           | Сестра Фіделія                                           |
| Хуліо Камехо           | Ермініо                                                  |
| Андреа Легаррета       | Репортер                                                 |
| Тео Тапія              | Режисер Куріель                                          |
| Рікардо де Паскуаль    | Батько Ініго                                             |
| Маріна Марін           | Пуріта Лопес                                             |
| Ана Мартін             |                                                          |
| Ненсі Патіньо          | Ліліана Елізальде Рівера (молода)                        |
| Моніка Доссетті        | Даніела                                                  |
| Філіппа Джордано       |                                                          |

## Сезони
| Сезон | Епізоди | Епізоди | Оригінальний показ | Оригінальний показ | Оригінальний показ |
| Сезон | Епізоди | Епізоди | Перший показ       | Останній показ     | Мережа             |
| ----- | ------- | ------- | ------------------ | ------------------ | ------------------ |
| 1     | 171     | 171     | 20 жовтня 2008     | 14 червня 2009     | Las Estrellas      |

## Аудиторія
| Країна трансляції | Сезон | Розклад       | Серії | Перший ефір       | Перший ефір | Останній ефір      | Останній ефір | Середній бал |
| Країна трансляції | Сезон | Розклад       | Серії | Дата              | Дата        | Дата               | Дата          | Середній бал |
| ----------------- | ----- | ------------- | ----- | ----------------- | ----------- | ------------------ | ------------- | ------------ |
| Мексика           | 1     | 21:15 — 22:15 | 171   | 20 жовтня 2008    | -           | 14 червня 2009     | 32,8          | 27,9         |
| Бразилія          | 1     | 18:15 — 19:15 | 161   | 29 листопада 2021 | 6           | 19 липня 2022 року | 6             | 5,47         |
| США               | 1     | 21:00 — 22:00 | 160   | 23 лютого 2009    | 21,5        | 5 жовтня 2009      | 28            | 21,54        |

## Версії
| Рік  | Країна   | Українська назва | Оригінальна назва | Кількість | Кількість | В головних ролях                                    | Компанія       | Канал          |
| Рік  | Країна   | Українська назва | Оригінальна назва | сезонів   | серій     | В головних ролях                                    | Компанія       | Канал          |
| ---- | -------- | ---------------- | ----------------- | --------- | --------- | --------------------------------------------------- | -------------- | -------------- |
| 2007 | Колумбія | Чиста кров       | Pura sangre       | 1         | 104       | Рафаель Новоа, Марсела Мар, Кеті Саенс, Пепе Санчес | RCN Televisión | RCN Televisión |

## Нагороди та номінації
| Рік      | Премія                         | Категорія                     | Номінант                          | Результат |
| -------- | ------------------------------ | ----------------------------- | --------------------------------- | --------- |
| 2008     | TV Adicto Golden Awards        | Найкраще спеціальне виконання | Марія Рохо                        | Перемога  |
| 2008     | TV Adicto Golden Awards        | Найкраща злодійка             | Лусеро                            | Перемога  |
| 2009 рік | Premios People en Español 2009 | Найкращий серіал              | Нікандро Діас                     | Перемога  |
| 2009 рік | Premios People en Español 2009 | Найкраща акторка              | Сільвія Наварро                   | Номінація |
| 2009 рік | Premios People en Español 2009 | Найкращий актор               | Фернандо Колунга                  | Перемога  |
| 2009 рік | Premios People en Español 2009 | Найкраща злодійка             | Лусеро                            | Перемога  |
| 2009 рік | Premios People en Español 2009 | Найкращий злодій              | Серхіо Сендель                    | Номінація |
| 2009 рік | Premios People en Español 2009 | Найкраща молода акторка       | Аріадне Діас                      | Номінація |
| 2009 рік | Premios People en Español 2009 | Сюрприз року                  | Сільвія Наварро                   | Перемога  |
| 2009 рік | Premios People en Español 2009 | Найкраща пара                 | Сільвія Наварро, Фернандо Колунга | Перемога  |
| 2009 рік | Premios ACE                    | Найкраще жіноче співвиконання | Лусеро                            | Перемога  |
| 2009 рік | Copa Televisa                  | Найкращий серіал              | Завтра — це назавжди              | Перемога  |
| 2010 рік | Premios TVyNovelas 2010        | Найкращий серіал              | Завтра — це назавжди              | Номінація |
| 2010 рік | Premios TVyNovelas 2010        | Найкраща акторка              | Лусеро                            | Номінація |
| 2010 рік | Premios TVyNovelas 2010        | Найкращий актор               | Фернандо Колунга                  | Номінація |
| 2010 рік | Premios TVyNovelas 2010        | Найкраща актор — злодій       | Рохеліо Герра                     | Номінація |
| 2010 рік | Premios TVyNovelas 2010        | Найкращий актор-партнер       | Маріо Айвен Мартінес              | Номінація |
| 2010 рік | Premios TVyNovelas 2010        | Найкращий перший актор        | Луїс Гімено                       | Перемога  |
| 2010 рік | Premios TVyNovelas 2010        | Найкраща тематична пісня      | Алехандро Фернандес               | Номінація |